# جون وليامز (عسكري)
جون وليامز (بالإنجليزية: John Williams)‏ هو عسكري بريطاني، ولد في 1934، وتوفي في 2002.